# Albert Hassler
Pour les articles homonymes, voir Hassler.
Temple de la renommée français : 2009
Albert Hassler (né le 2 novembre 1903 à Chamonix, en France - mort le 22 septembre 1994 à Plaisir, en France) est un joueur de hockey sur glace et un patineur de vitesse français. Considéré comme l'un des meilleurs joueurs français des années 1920 et 1930, il est intronisé au Temple de la renommée du hockey français en 2009.
Sa fille Nicole était une patineuse artistique, vice-championne d'Europe et médaillée de bronze au championnat du monde en 1963.

## Biographie
Natif de Chamonix, Albert Hassler commence sa carrière avec le club local, le Chamonix Hockey Club. Après l'échec en finale du championnat de France en 1922 face au Club des Sports d'Hiver de Paris qui compte dans ses rangs le vice-champion olympique américain et joueur de la Ligue nationale de hockey Gerry Geran, les chamoniards remportent le titre l'année suivante, le premier d'une série de sept sacres consécutifs. Cette même saison, Hassler fait partie de l'équipe de France médaillée d'argent au championnat d'Europe, devancée par la Suède.
En janvier 1924, les premiers Jeux olympiques d'hiver se tiennent à Chamonix. Bon patineur, Hassler s'aligne dans l'épreuve de patinage de vitesse du 500 mètres, disputé le premier jour des Jeux. Courant dans la troisième série avec son coéquipier au hockey Léon Quaglia, il réalise un temps de 50 secondes 6 dixièmes, le classant dix-huitième sur vingt-sept participants. Dans les jours qui suivent, il rejoint la sélection française de hockey. Au premier tour du tournoi, elle débute sur deux lourdes défaites face à la Grande-Bretagne (15-2) et les États-Unis (22-0) avant de dominer la Belgique (7-5). Troisième de sa poule, elle est éliminée et classée cinquième à égalité avec la Tchécoslovaquie,.
En mars de la même, Hassler et l'équipe de France se rendent à Milan en Italie pour disputer le championnat d'Europe. Vainqueur de la Belgique et des hôtes au premier tour, elle retrouve la Suède en finale et prend sa revanche sur l'année précédente en s'imposant 2 buts à 1. Elle remporte ainsi son premier titre officiel.

## Trophées et honneurs personnels

### Hockey sur glace
- Champion de France 1923, 1925, 1926, 1927, 1929, 1930, 1931 avec le Chamonix Hockey Club.
- Champion d'Europe 1924 et vice-champion d'Europe 1923 avec l'équipe de France.
- Intronisé au Temple de la renommée du hockey français en 2009.

Depuis 1978, un trophée nommé en son honneur récompense le meilleur joueur français évoluant dans le championnat de France.

### Patinage de vitesse
| Date | Distance | Temps            | Lieu |
| ---- | -------- | ---------------- | ---- |
| 1926 | 500 m    | 48 s 6 ds        |      |
| 1927 | 1 500 m  | 2 min 37 s 4 ds  |      |
| 1927 | 5 000 m  | 9 min 28 s 6 ds  |      |
| 1927 | 10 000 m | 19 min 10 s 8 ds |      |